# トム・グリン＝カーニー
トム・グリン＝カーニー（Tom Glynn-Carney、1995年2月7日 - ）は、イギリス出身の俳優。

## 人物
幼い頃から父とその知人たちが行なっていたアマチュア劇のリハーサルを間近で見て、演劇への興味をもつようになる。ガーディアン紙のインタビューに対し、「舞台に立ってストーリーを語り、周りと少し違っていられることが世界で最もかっこいいことだ、とそのとき気付いた」と話している。
ロンドンのギルドホール音楽演劇学校に通い、演技を学んだ。在学中、マシュー・ダンスター（Matthew Dunster）演出の舞台『マクベス』、舞台『ピーター・パン』、BBCドラマ “Casualty” に出演。
2017年5月、ジェス・バターワース（Jez Butterworth）脚本、サム・メンデス監督舞台 “The Ferryman” に出演。本作は批評家から非常に高く評価され、ガーディアン紙のSusannah Clappはグリン＝カーニー演じる「凶暴で不安定な」役は「並外れた」演技であったと特筆している。 同役で、イブニング・スタンダード・シアター・アワード（Evening Standard Theatre Awards）の最優秀新人賞を受賞し、同時に同作は最優秀作品賞及び最優秀ディレクター賞を受賞。

同年7月、クリストファー・ノーラン監督映画『ダンケルク』で、メイン・キャストの一人として出演。

同年10月、BBCドラマ “The Last Post” で、若き軍人を演じた。

## 出演作品

### 舞台
| 上演年 | タイトル                 | 役名               | 備考 |
| ------ | ------------------------ | ------------------ | ---- |
| 2009   | ピーター・パン Peter Pan | ジョン・ダーリング |      |
| 2010   | マクベス Macbeth         | マクダフの息子     |      |
| 2017   | The Ferryman             | Shane Corcoran     |      |

### 映画
| 公開年 | タイトル                        | 役名                       | 備考 |
| ------ | ------------------------------- | -------------------------- | ---- |
| 2017   | ダンケルク Dunkirk              | ピーター・ドーソン         |      |
| 2019   | トールキン 旅のはじまり Tolkien | クリストファー・ワイズマン |      |

### ドラマ
| 放映年 | タイトル                                       | 役名                   | 備考  |
| ------ | ---------------------------------------------- | ---------------------- | ----- |
| 2013   | Casualty                                       | George Throne          | 計2話 |
| 2017   | The Last Post                                  | Tony Armstrong         | 全6話 |
| 2022-  | ハウス・オブ・ザ・ドラゴン House of the Dragon | エイゴン・ターガリエン |       |